# Echinocereus scheeri
Echinocereus scheeri är en kaktusväxtart som först beskrevs av Salm-dyck, och fick sitt nu gällande namn av Friedrich Frederick Scheer. Echinocereus scheeri ingår i släktet Echinocereus och familjen kaktusväxter.

## Underarter
Arten delas in i följande underarter:
- E. s. gentryi
- E. s. scheeri

## Bildgalleri

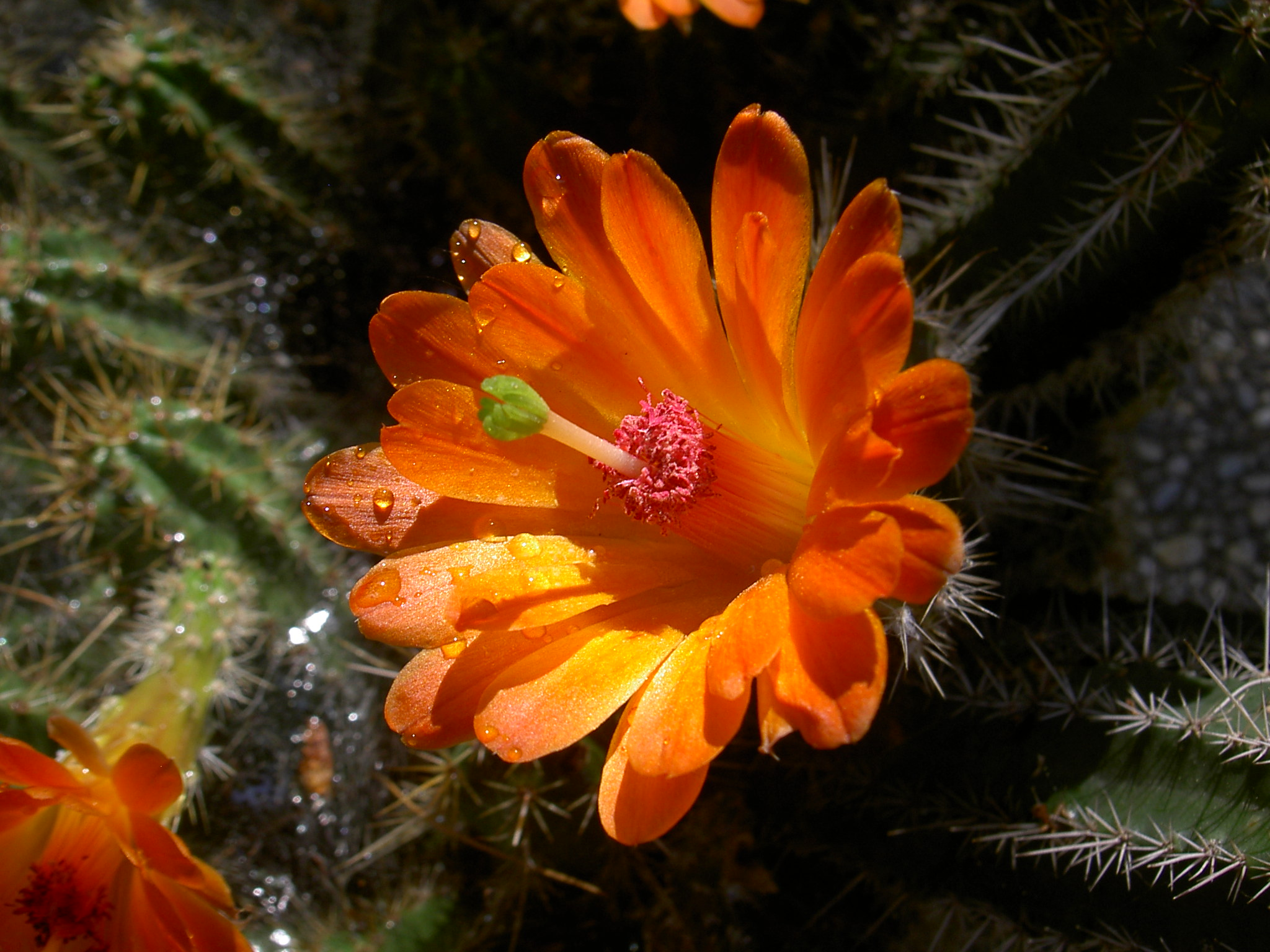
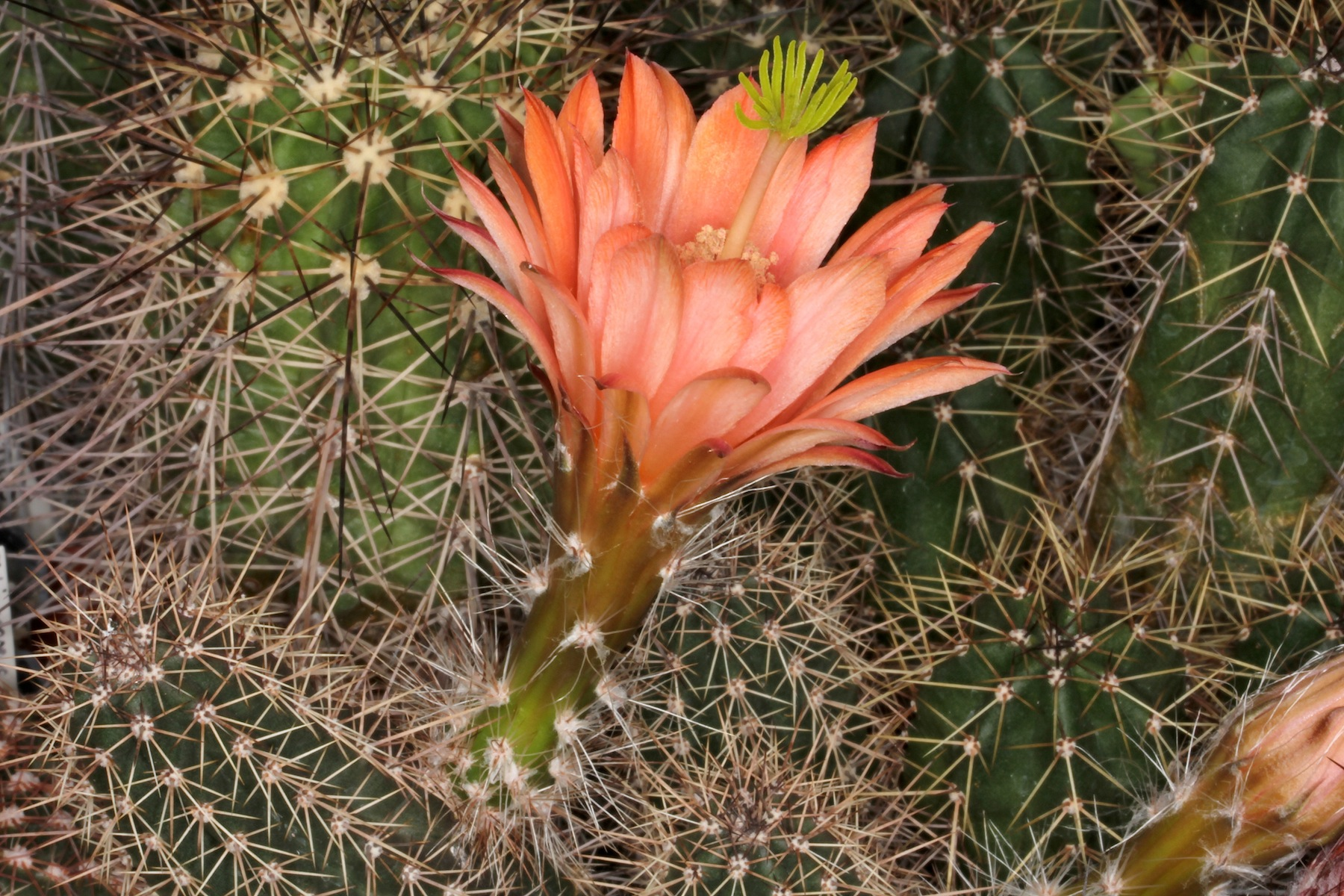
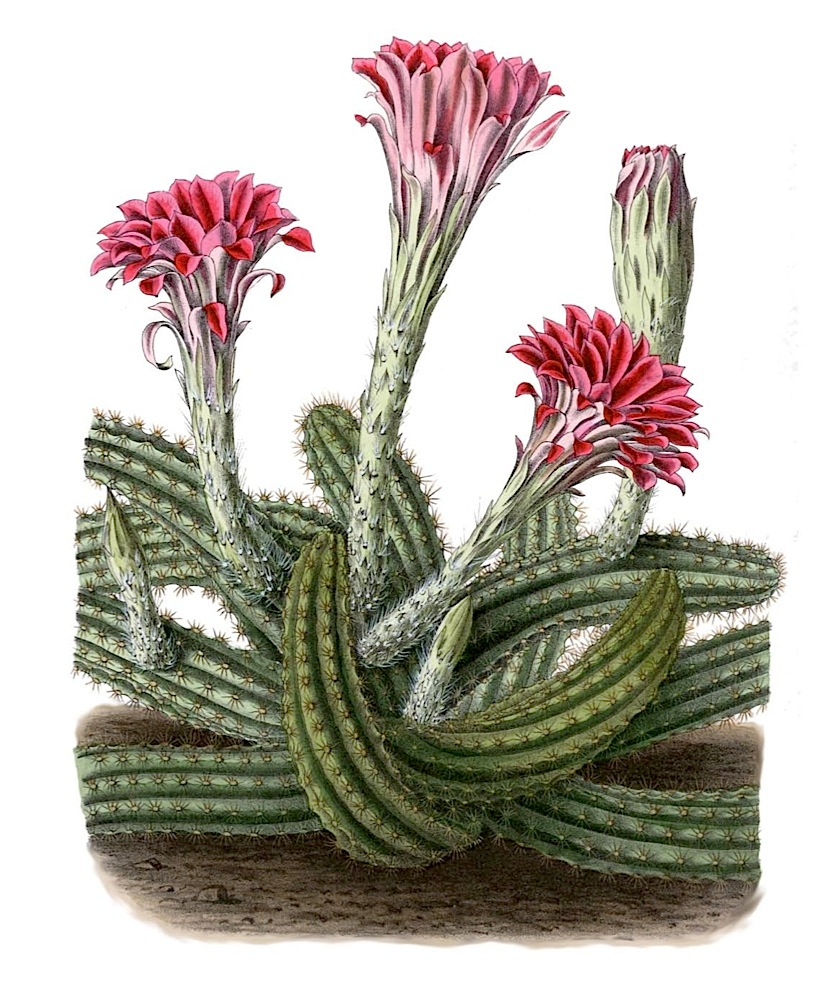
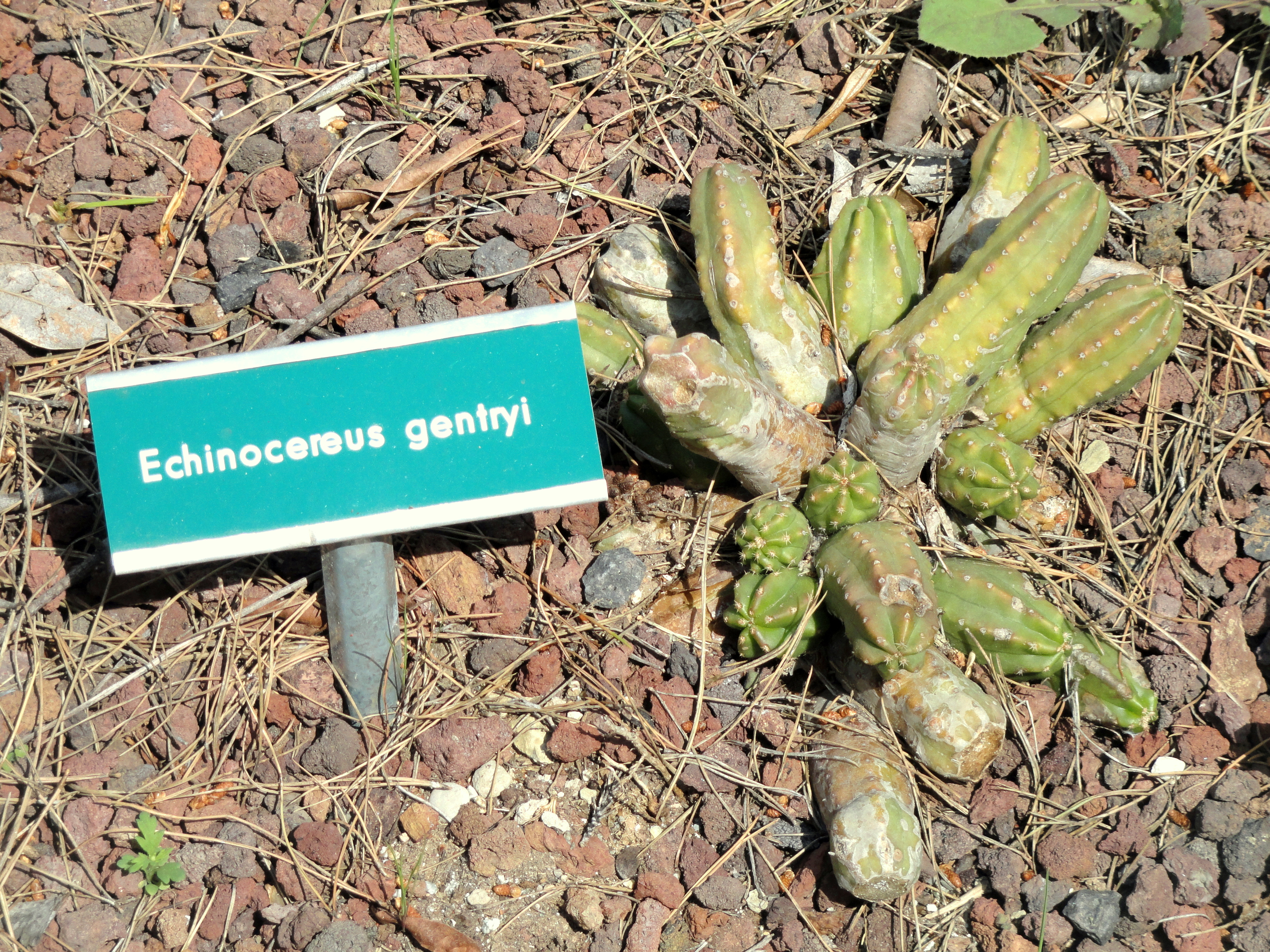
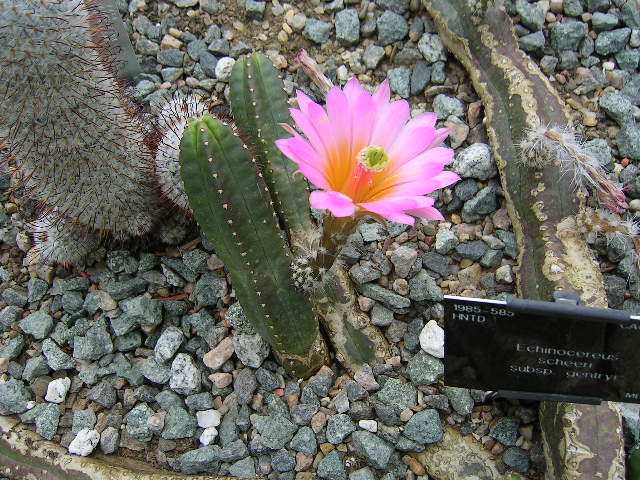
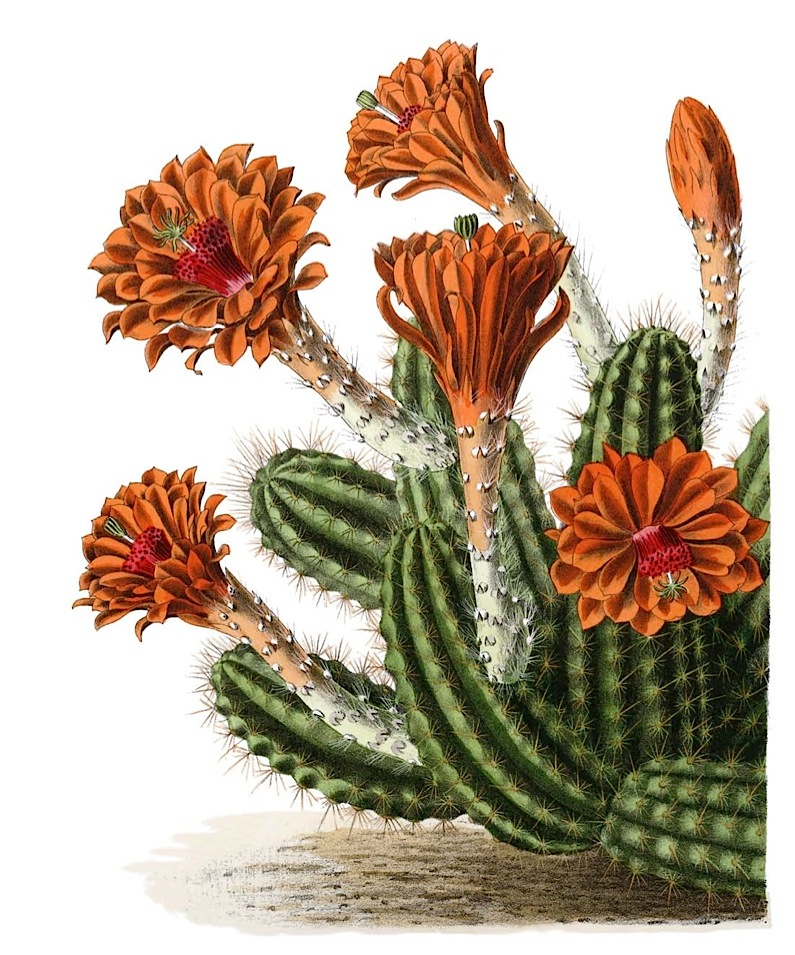